# Johan Gustaf Klingspor
Johan Gustaf Klingspor, född 4 januari 1605 i Stockholm, död 7 september 1636 i Dömitz, Mecklenburg, var en svensk militär.

## Biografi
Johan Gustaf Klingspor föddes 1605 i Stockholm. Han var son till jägmästaren Johan von Klingspor och Margareta von Buddenbrock. Klingspor började 1616 att arbeta hos ståthållare Lindorm Ribbing på Vadstena slott och 1619 hos översten Seaton. Han blev 1620 volontär vid Seatons regemente och följde regementet till samt bevistade i september 1621 belägringen av Riga, då han sårades i halsen. Klingspor arbetade 1622 i holländsk krigstjänst och blev 1623 fänrik vid Johan Banérs regemente. Han tog avsked från tjänsten och blev sedan hovjunkare hos kungen. Klingspor blev 1629 ryttmästare vid Östgöta ryttare och deltog 1629 i fälttåget i Preussen. Han blev svensk adelsman och introducerades 1633 i Sveriges Riddarhus som nummer 195. År 1635 blev han major vid Östgöta ryttare. Han insjuknade i augusti 1636 i Dömitz, Mecklenburg och avled där samma år. Klingspor begravdes 8 januari 1637 i Linköpings domkyrka.

### Egendom
Klingspor ägde Ryds Herrgård i Sankt Lars socken, Stjärnvik och Ekeby.

### Familj
Klingspor gifte sig 31 oktober 1633 med hovfröken Anna Stiernfelt (1610–1687), dotter till assessorn Peder Stiernfelt i Göta hovrätt och Anna Skuthe. De fick tillsammans barnen Maria Margareta Klingspor (1634–1667) som var gift med majoren Henrik Koskull och översten Erik Boije af Gennäs och hovfröken Anna Christina Klingspor (1636–1686) hos drottning Kristina, som var gift med Gustaf Koskull.